# Emphytoecia elquiensis
Emphytoecia elquiensis là một loài bọ cánh cứng trong họ Cerambycidae.